# Palácio de Scone
O Palácio de Scone é uma casa histórica classificada como Categoria A, situada perto da vila de Scone e da cidade de Perth, Escócia. Sede ancestral dos Condes de Mansfield, construída em arenito vermelho com um telhado de ameias, é um exemplo do estilo Gótico Revivalista na Escócia.
Scone foi originalmente o local de uma antiga igreja cristã e, posteriormente, de um priorado agostiniano. Scone Abbey, nos terrenos do Palácio, manteve durante séculos a Pedra de Scone, sobre a qual os primeiros Reis da Escócia foram coroados. Roberto I da Escócia foi coroado em Scone em 1306, e a última coroação foi a de Carlos II, quando aceitou a coroa escocesa em 1651.
A Abadia de Scone foi severamente danificada em 1559 durante a Reforma Escocesa, quando uma multidão incitada pelo famoso reformador John Knox veio a Scone vinda de Dundee. Após sobreviver à Reforma, a Abadia tornou-se em 1600 uma Senhorio secular (e residência) dentro da paróquia de Scone, Escócia. Assim, o Palácio tem sido a residência dos Condes de Mansfield durante mais de 400 anos. No início do século XIX, o Palácio foi ampliado pelo arquiteto William Atkinson. Em 1802, David William Murray, 3.º Conde de Mansfield, comissionou Atkinson para estender o Palácio, reformulando o Palácio de Scone do final do século XVI. O 3.º Conde encarregou Atkinson de atualizar o antigo Palácio, mantendo as características dos edifícios góticos medievais sobre os quais foi construído, sendo a maior parte do trabalho concluída até 1807.
O Palácio e os seus terrenos, que incluem uma coleção de árvores de coníferas e um labirinto em forma de estrela, estão abertos ao público.

## História de Scone

### Pré-história e tradição
A Escócia foi um dos últimos reinos a adotar e beneficiar da palavra escrita e do sistema legal que esta sustentava. Apenas no final do século XI é que a Escócia viu um crescimento na manutenção de registos, com os direitos de propriedade documentados através de cartas legais e práticas governamentais reais anotadas por escrito. É provável que existam alguns documentos escritos antes do século XI; no entanto, a história particularmente turbulenta da Escócia é suscetível de ter resultado na perda ou destruição de muitos documentos. O primeiro pedaço de evidência concreta que se relaciona a Scone é uma carta datada de 906.

### Nomeação de Scone
Não se sabe exatamente por que razão a área é chamada "Scone". A busca por um significado para a palavra não foi facilitada pelo fato de que, ao longo dos últimos 10 séculos, Scone foi escrito como Scon, Scoon, Scoan, Scoine, Schone, Skoon, Skune, Skuyn, Skuyne, Sgoin, Sgàin e Sgoinde. Assim, é difícil saber por onde começar em termos de etimologia de Scone. Sabe-se que Scone estava no coração do antigo reino picta e, assim, poderia supor-se que o nome derivasse da língua picta. A existência de uma língua picta distinta durante a Alta Idade Média é claramente atestada na obra de Bede, o Bem-Aventurado, do início do século VIII, Historia ecclesiastica gentis Anglorum, que menciona o picta como uma língua distinta da falada pelos bretões, os irlandeses e os ingleses.
Acreditava-se assim que "Scone" deriva da palavra P-Céltica "Sken", que significa "corte" ou "cortar". Esta foi gaelicizada como "Sgàin" (pronunciado "Skene"). Pode ser um bom exemplo da amalgamação das culturas e línguas pictas e gaélicas. A origem britónica do topónimo "Scone" é de grande importância em relação à história e ao estatuto do local, e pode explicar por que o famoso Kenneth MacAlpin, primeiro Rei da Escócia, escolheu Scone como sua capital.
O significado "corte" pode relacionar-se com o que agora é conhecido como "a Caverna dos Frades". A origem gaélica do nome do lugar "Scone", se não totalmente desacreditada, é considerada menos provável pela análise moderna dos topónimos no leste da Escócia, onde Scone está situado. Tal análise apoia o argumento acima mencionado de que uma língua céltica insular relacionada com as línguas P-Céltica Britónicas mais meridionais foi anteriormente falada em Pictavia (e, portanto, não uma língua Q-Céltica).

### Antigo Reino de Scone

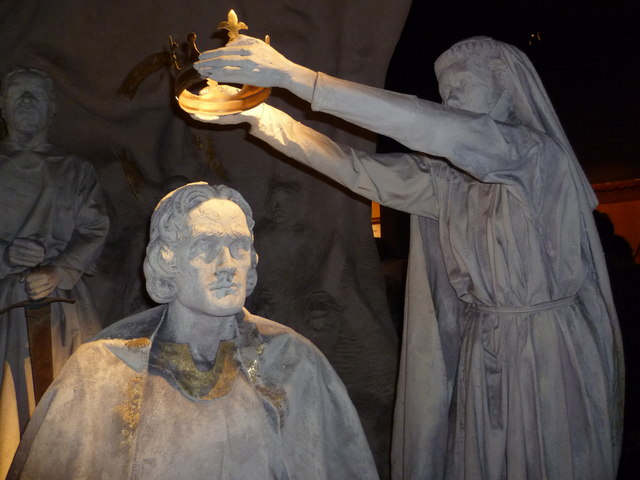
Coroação de Bruce por Isabella MacDuff, 1306.

Scone foi, pelo menos desde o século IX, o local de coroação dos Reis da Escócia e a casa da Pedra de Scone, mais comumente referida como a Pedra do Destino. Kenneth MacAlpin (tradicionalmente conhecido como o primeiro Rei da Escócia), Shakespeare's Macbeth, Roberto I da Escócia, e Carlos II estão entre os 42 reis da Escócia que foram inaugurados e coroados em Scone. Acreditava-se que nenhum rei tinha o direito de reinar como rei da Escócia a menos que primeiro tivesse sido coroado em Scone sobre a Pedra de Scone. Na Idade Média, a terra foi o local de uma importante Abadia Agostiniana, a Abadia de Scone, da qual nada permanece acima do nível do solo, exceto fragmentos arquitetónicos soltos. Scone foi também o local do primeiro Parlamento da Escócia, ou Conselho/Assembleia. O Rei Constantino II convocou em 906 uma assembleia para se reunir em Scone. A assembleia foi registada na Crónica dos Reis de Alba; Alba sendo o nome antigo para o Reino da Escócia na Alta Idade Média. A Crónica regista que:
O Rei Constantino e o Bispo Cellach encontraram-se na Colina da Crença perto da Cidade Real de Scone e comprometeram-se a que as leis e disciplinas da fé, e as leis das igrejas e evangelhos, deveriam ser mantidas pariter cum Scottis.

Scone foi assim o centro de poder no antigo Reino de Alba, funcionando como o local tanto para as coroações escocesas quanto para os parlamentos. Além disso, na Idade Média, Scone servia como residência real e terreno de caça. Roberto II teria passado a maior parte da sua vida chamando Scone de lar. Ele foi eventualmente sepultado na Abadia propriamente dita, embora o seu túmulo nunca tenha sido localizado. Um antigo ditado popular sugere a importância do estatuto de Scone na governação e domínio do Reino de Alba, e mais tarde da Escócia:
À medida que o Sino de Scone soava, Assim seja.

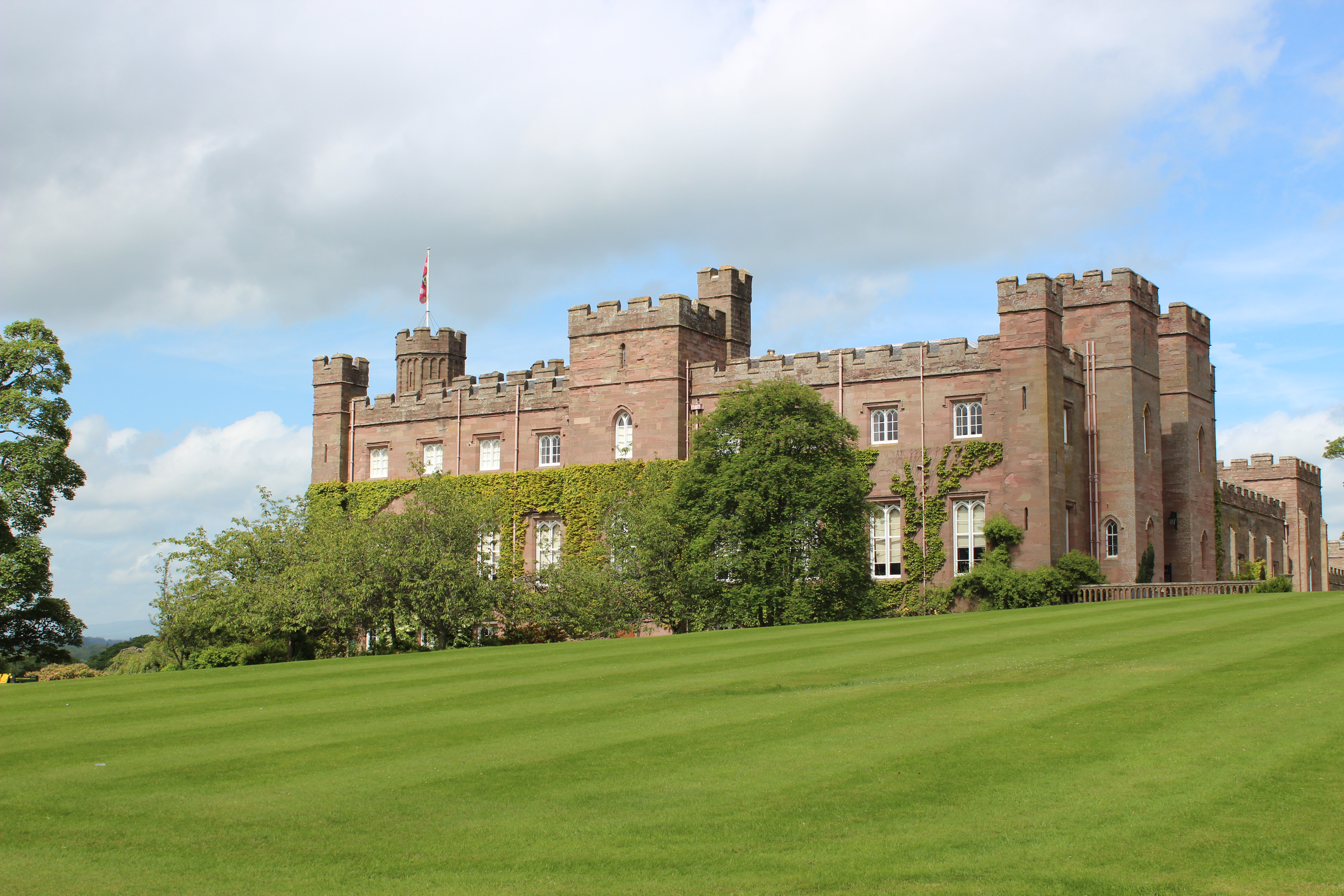
Palácio de Scone (2014).

Este ditado tem sido frequentemente re citado como "Quando o Sino de Scone toca, a lei do país foi feita". É uma declaração da grande importância das cerimónias realizadas em Scone e dos julgamentos feitos a partir do alto da Moot Hill. Ditados antigos como este frustram os historiadores, uma vez que os ditados detalham claramente o importante papel de Scone na história escocesa e na formação inicial da nação escocesa. A principal fonte de grande parte da história antiga de Scone e da sua reputação moderna depende do folclore escocês. Um exemplo de outra peça do folclore escocês que nos recorda a posição de Scone como a principal sede de poder na evolutiva nação escocesa da Alta Idade Média é o gaélico:
Comhairle clag Sgàin: An rud nach buin duit na bean dà.
"Conselho do sino de Scone, Não toques no que não é teu."

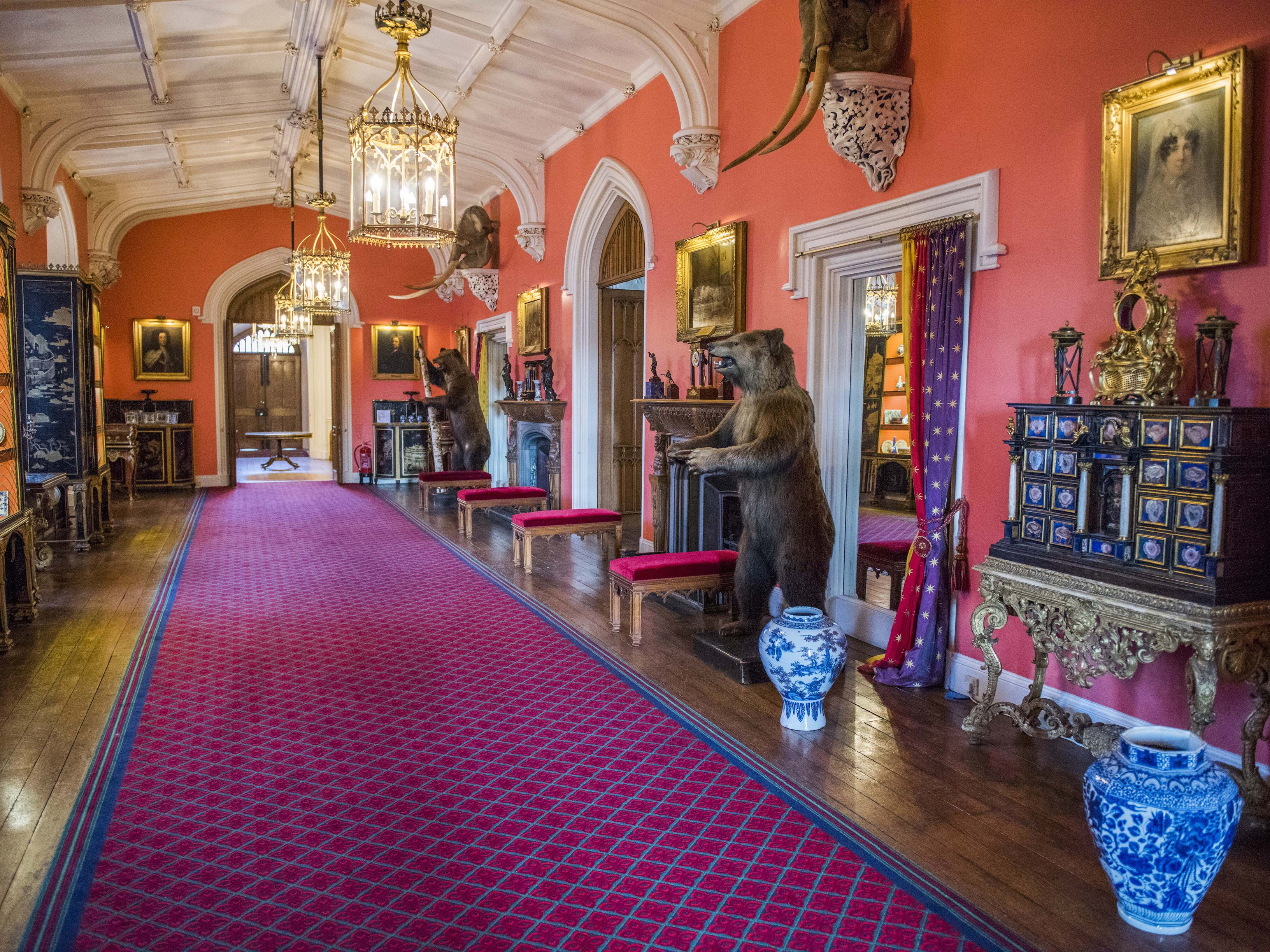
Galeria.

Na poesia gaélica, a associação de Scone mais especificamente com reis e a criação de reis conferiu-lhe vários epítetos poéticos, por exemplo, Scoine sciath-airde, que significa "Scone dos Altos Escudos", e Scoine sciath-bhinne, que significa "Scone dos Escudos Barulhentos". Os "Escudos Barulhentos" referem-se aqui a uma cerimónia folclórica em que magnatas se reuniam em Scone para um Conselho. Ao entrarem na Grande Sala, cada magnata, por sua vez, pendurava o seu escudo, exibindo os seus brasões nas paredes, antes de baterem as suas armas contra eles.
A mons placiti ou Moot Hill de Scone é o local de inauguração dos Reis escoceses. É também chamada de 'Boot Hill', possivelmente devido a uma antiga tradição em que os nobres juravam fidelidade ao seu rei enquanto usavam a terra das suas próprias terras nos seus sapatos ou botas, ou até mesmo permanecendo sobre a terra que tinham trazido de suas respectivas terras natais (carregando o solo nas suas botas). A tradição é que o Moot Hill, ou melhor, 'Boot Hill', surgiu como resultado dessa tradição de nobres trazerem um pedaço das suas próprias terras para Scone. Os reis da Escócia, eles próprios inaugurados no Moot Hill, estavam assim fazendo durante essas cerimônias um compromisso simbólico enorme para com o povo da Escócia, os escoceses. Este compromisso foi feito do alto de uma colina que, se acreditarmos na tradição, representava todas as partes do reino da Escócia e assim permitia ao Rei fazer os seus votos enquanto estava simbolicamente em cima de toda a Escócia.

### Abadia de Scone
Scone foi um antigo local de reunião dos Pictos e provavelmente o site de uma das primeiras igrejas cristãs. O local de coroação era chamado Caislean Credi, que significa 'Colina da Credulidade', que sobrevive como a atual Moot Hill. Na Idade Média, o monte era marcado com uma cruz de pedra, mas esta desapareceu provavelmente durante a Reforma Escocesa em 1559, quando os edifícios da Abadia foram saqueados por uma multidão de Dundee liderada por John Knox.

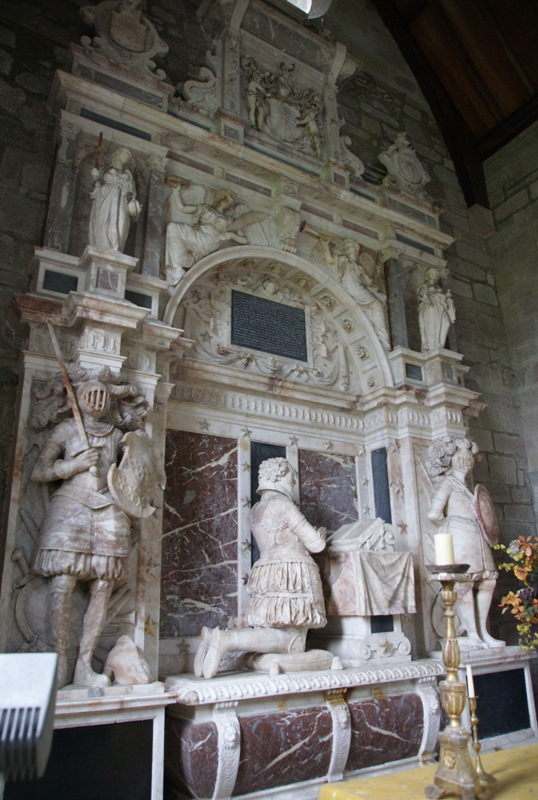
Monumento a 1.º Lorde Scone na Capela de Scone.

De 1114 a 1559, Scone foi um dos principais mosteiros da Escócia e, mais tarde, abadia. O estatuto do mosteiro foi 'formalizado' como resultado da carta do Rei Alexandre I. Uma representação da igreja no selo da Abadia e alguns fragmentos arquitetónicos sobreviventes mostram que foi construída no estilo românico, com uma torre central coroada por uma agulha. Entre 1284 e 1402, a Abadia de Scone (às vezes referida como o Palácio dos Abades) serviu frequentemente para alojar o Parlamento da Escócia.
Alexandre II e Alexandre III, ambos coroados em Scone, reinaram de 1214 a 1286. Durante séculos, o maior tesouro de Scone foi a Pedra de Scone, sobre a qual os primeiros Reis da Escócia foram coroados. Quando Eduardo I de Inglaterra levou a Pedra de Scone para a Abadia de Westminster em 1296, a Cadeira de Coroação que ainda se encontra na abadia foi especialmente feita para se ajustar a ela. Roberto I da Escócia foi coroado em Scone em 1306 e a última coroação foi a de Carlos II, quando aceitou a coroa escocesa em 1651. A Pedra de Scone encontra-se agora no Castelo de Edimburgo (Historic Scotland), juntamente com as regalias escocesas.

A Abadia de Scone floresceu durante mais de quatrocentos anos. Em 1559, foi vítima de uma multidão de Dundee durante os primeiros dias da Reforma e foi amplamente destruída. Em 1580, os bens da abadia foram concedidos a Lorde Ruthven, mais tarde o Conde de Gowrie, que possuía propriedades em torno do que agora é chamado de Castelo de Huntingtower. Os Ruthven reconstruíram o Palácio do Abade da antiga abadia como uma grandiosa residência. Em 1600, Jaime VI acusou a família de traição e as suas propriedades em Scone foram entregues a Sir David Murray de Gospetrie (mais tarde conhecido como Lorde Scone), um dos seguidores mais leais de Jaime.

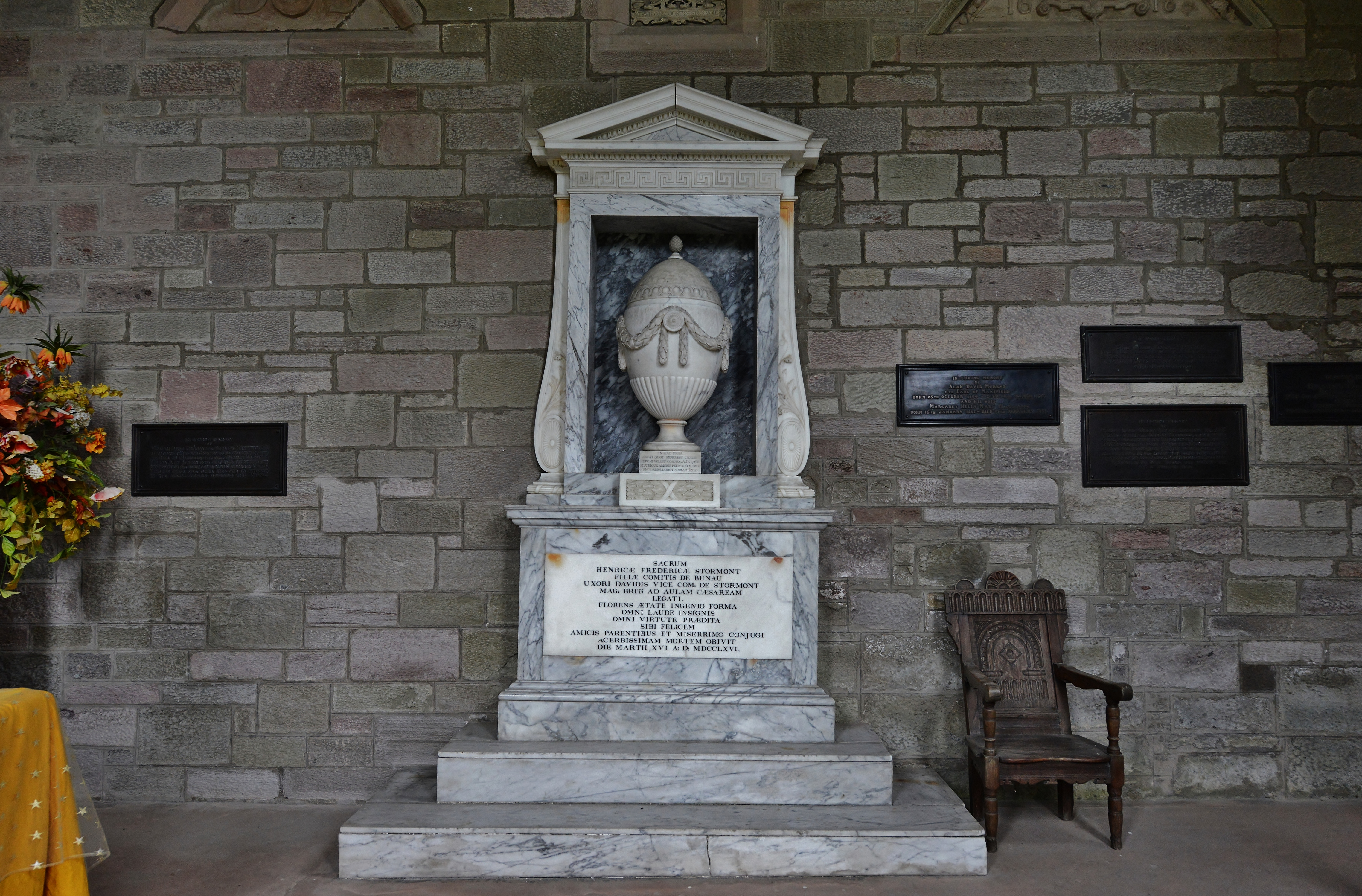
Monumento à primeira esposa de 2.º Conde de Mansfield, Condessa Henrietta von Bünau, filha de Conde Heinrich von Bünau.

Em 1604, o Palácio de Scone era a residência da família dos Murrays de Scone e do 1.º Lorde Scone. Estes Murrays eram um ramo dos Murrays de Tullibardine (mais tarde Atholl), cuja residência original era o Castelo de Balvaird em Fife. O ramo incluía William Murray, 1.º Conde de Mansfield, Lorde Chefe de Justiça do King's Bench (8 de novembro de 1756 – 4 de junho de 1788).

### Palácio moderno

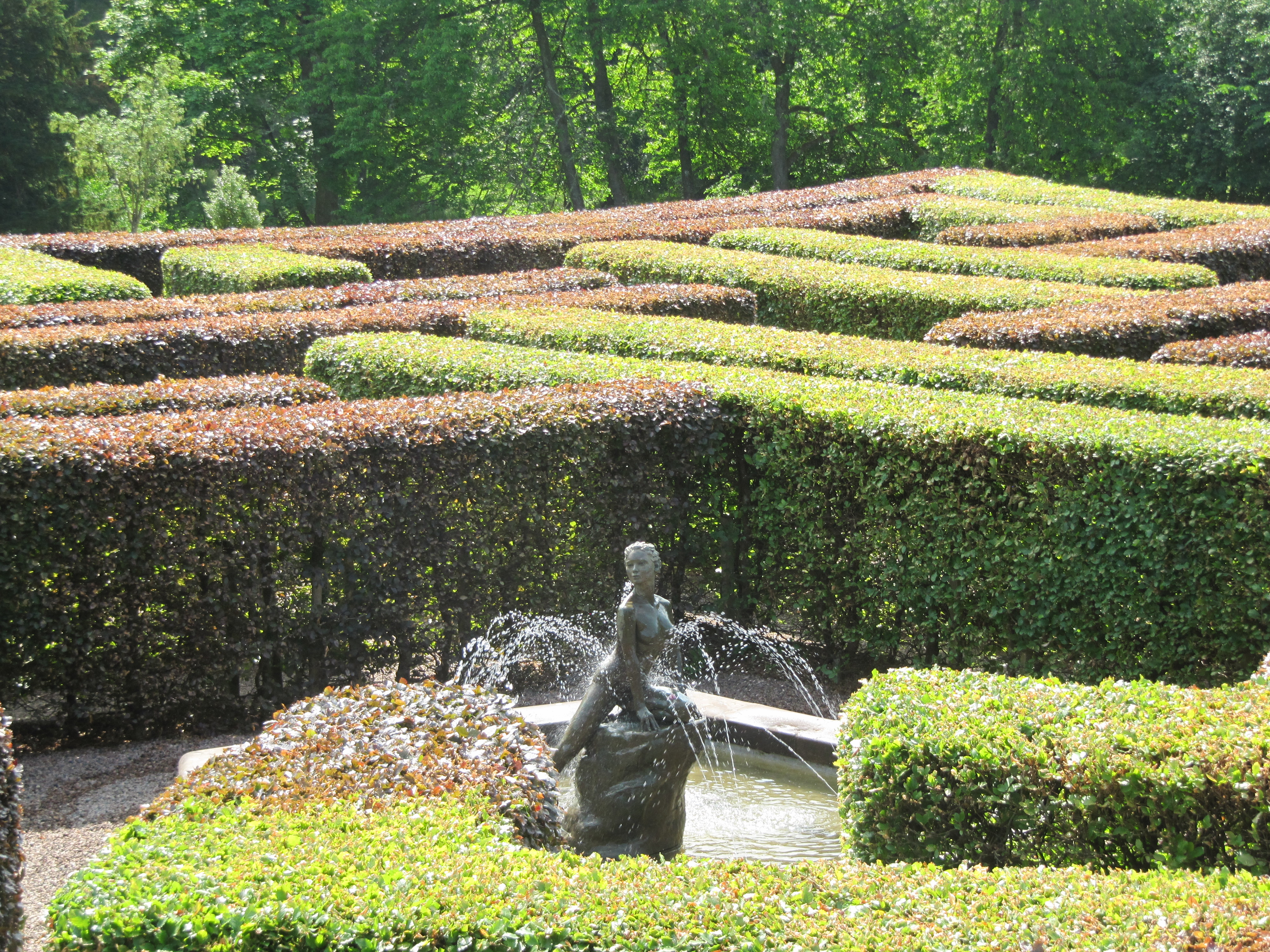
Labirinto no Palácio de Scone.

O palácio moderno, projetado por William Atkinson no estilo Gótico Revivalista para o 3.º Conde de Mansfield, foi construído em arenito vermelho com um telhado de ameias e concluído em 1807. Uma das suas características mais conhecidas é a galeria. Em 1808, o 3.º Conde notou: "Estou feliz em dizer que, tanto quanto este lugar me custou (cerca de £60,000) e quanto ainda me custará, o lugar supera as nossas expectativas". A nova casa tinha a vantagem de proporcionar à família "uma residência elegante e agradável".
Os trabalhos de jardinagem ao redor do Palácio foram realizados por John Claudius Loudon. Trabalhos adicionais foram realizados em 1842 para preparar o Palácio de Scone para a visita da Rainha Vitória e do Príncipe Alberto.
Nas Salas de Estado do Palácio de Scone estão expostas coleções de móveis, cerâmicas, marfins e relógios. Alguns dos conteúdos mais valiosos do Palácio de Scone incluem cadeiras Rococó de Pierre Bara, outros itens de Robert Adam e Chippendale, porcelanas de Dresden e Sèvres, bem como uma coleção de vasos Vernee Martin e uma secretária de Jean-Henri Riesener dada a David Murray, 2.º Conde de Mansfield por Maria Antonieta. A coleção do Palácio de Scone também inclui uma gama de retratos escoceses e britânicos, incluindo obras de Reynolds, Ramsay e de László. Uma das peças mais conhecidas é a pintura de Sir David Wilkie, "Os Políticos da Aldeia".

A Sala Lennox, nomeada em honra do Duque de Lennox, é rica em peças com ligações reais, incluindo os cortinados de cama feitos por Maria, Rainha da Escócia.

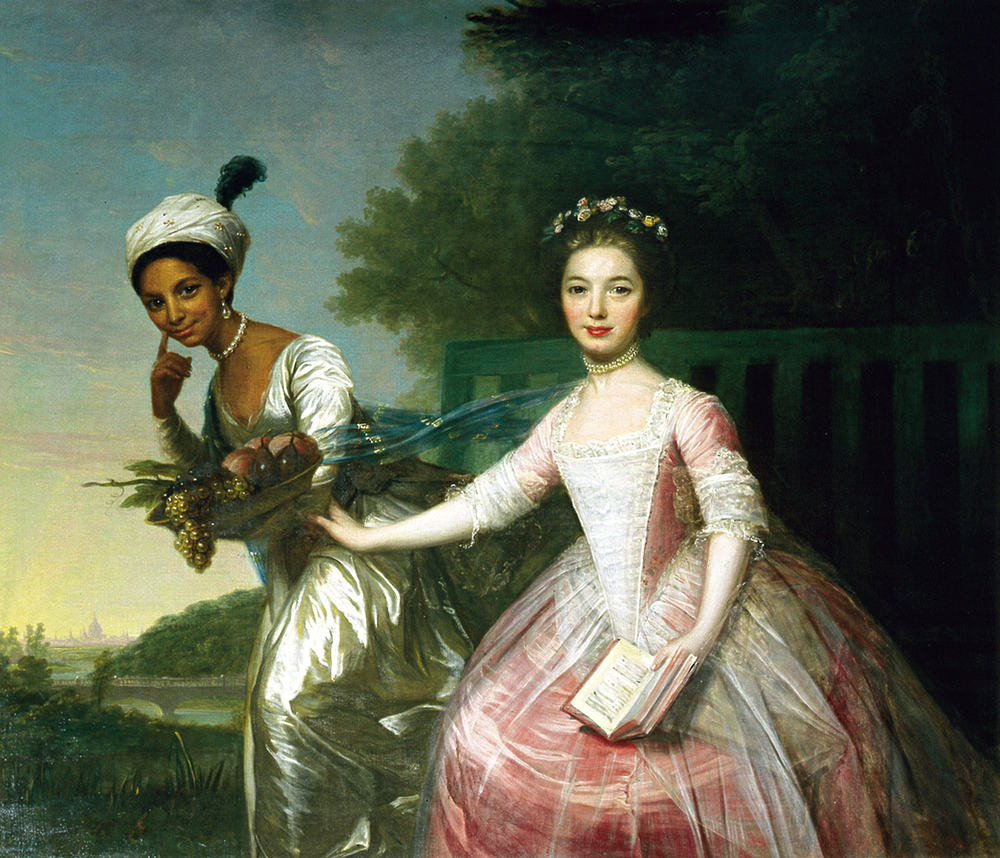
Dido Elizabeth Belle e Lady Elizabeth Murray por David Martin, 1778, A pintura faz parte da coleção no Scone.

A coleção de grandes marfins europeus veio da Baviera, Itália e França. Foram esculpidos nos séculos XVII, XVIII e XIX em presas de elefante e morsas, e coletados principalmente por William David Murray, 4.º Conde de Mansfield.
Os terrenos do Palácio de Scone incluem a Moot Hill, o local de coroação dos reis escoceses. Uma réplica da Pedra de Scone encontra-se sobre a Moot Hill, em frente a uma capela do século XVII que contém um magnífico monumento dedicado a 1.º Lorde Scone, pelo escultor flamengo Maximilian Colt. A capela também tinha um monumento ao coração encapsulado da primeira esposa do 2.º Conde de Mansfield.  
O labirinto em forma de estrela dos Murray cobre uma área de 1600 metros quadrados. Está plantado numa mistura de faia cobre e verde, projetado para se assemelhar ao padrão de tartã da família do Conde de Mansfield, o Antigo Murray de Tullibardine, e tem a forma de uma estrela de cinco pontas, que é parte do emblema da família Mansfield.
Existem belas florestas nos terrenos e propriedades do Palácio de Scone, sendo algumas das árvores de coníferas com pelo menos 250 anos. Os terrenos do Palácio foram o primeiro local na Grã-Bretanha onde David Douglas introduziu a espécie de árvore Douglas fir.